# 圣马可广场
聖馬可廣場（義大利語：Piazza San Marco）是位於意大利威尼斯的主要公共廣場。在威尼斯，聖馬可廣場是唯一被稱為的廣場，其他的廣場無論大小皆被稱為。
聖馬可廣場的空間共同構成了威尼斯的社會、宗教和政治中心，作為威尼斯的地標，聖馬可廣場至今是該地區最受遊客歡迎的旅遊景點，更以廣場周遭的文艺复兴建築群、如行政官邸大楼、聖馬可鐘樓、聖馬可和聖托達洛柱及总督宫等建築，周遭的咖啡店及店家和廣場上的鴿子們最為注目。19世紀初期，法國皇帝拿破崙曾稱讚其為「歐洲最美的客廳」。

## 建筑

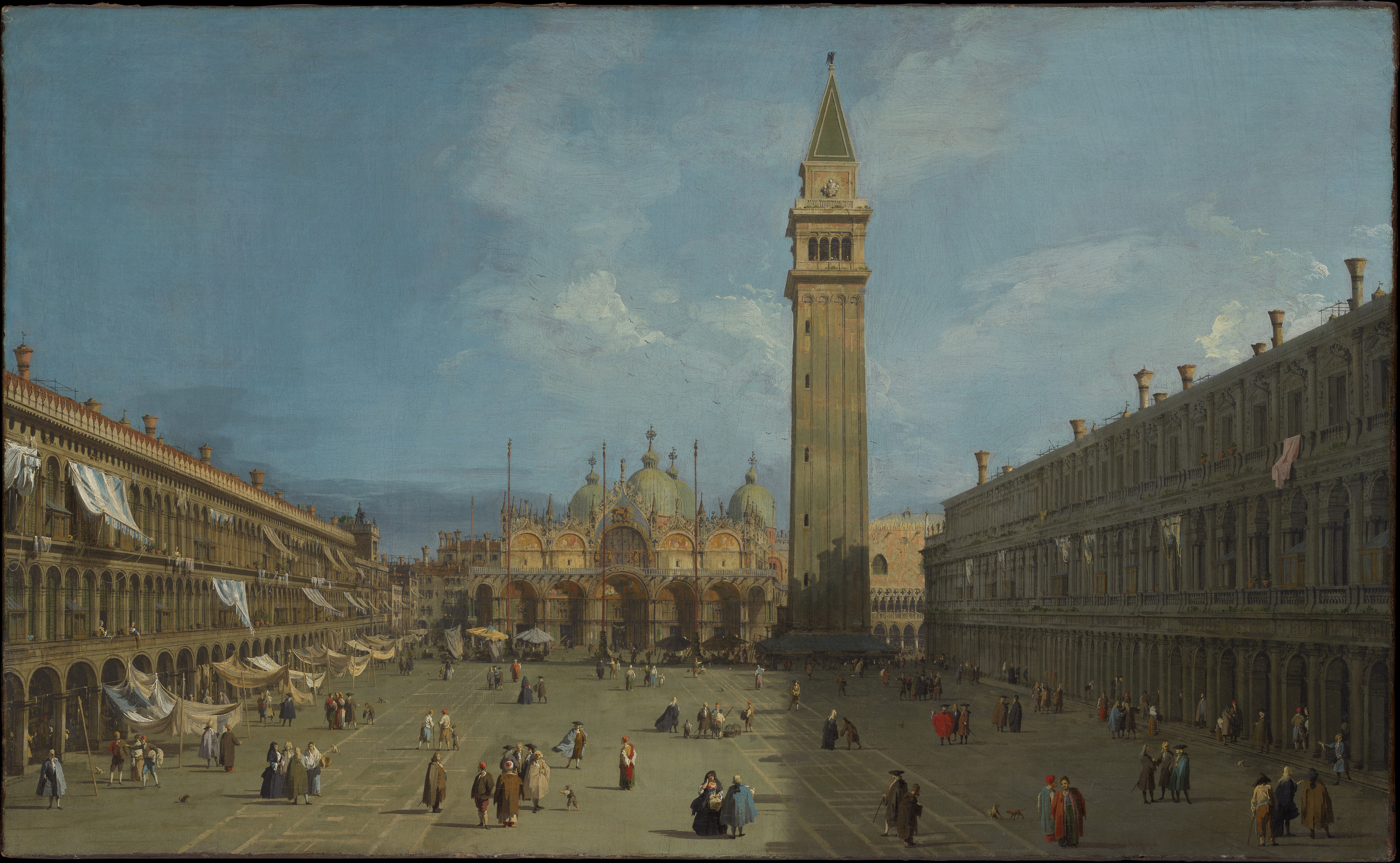
《聖馬可廣場》，1730年迦納萊托之畫。

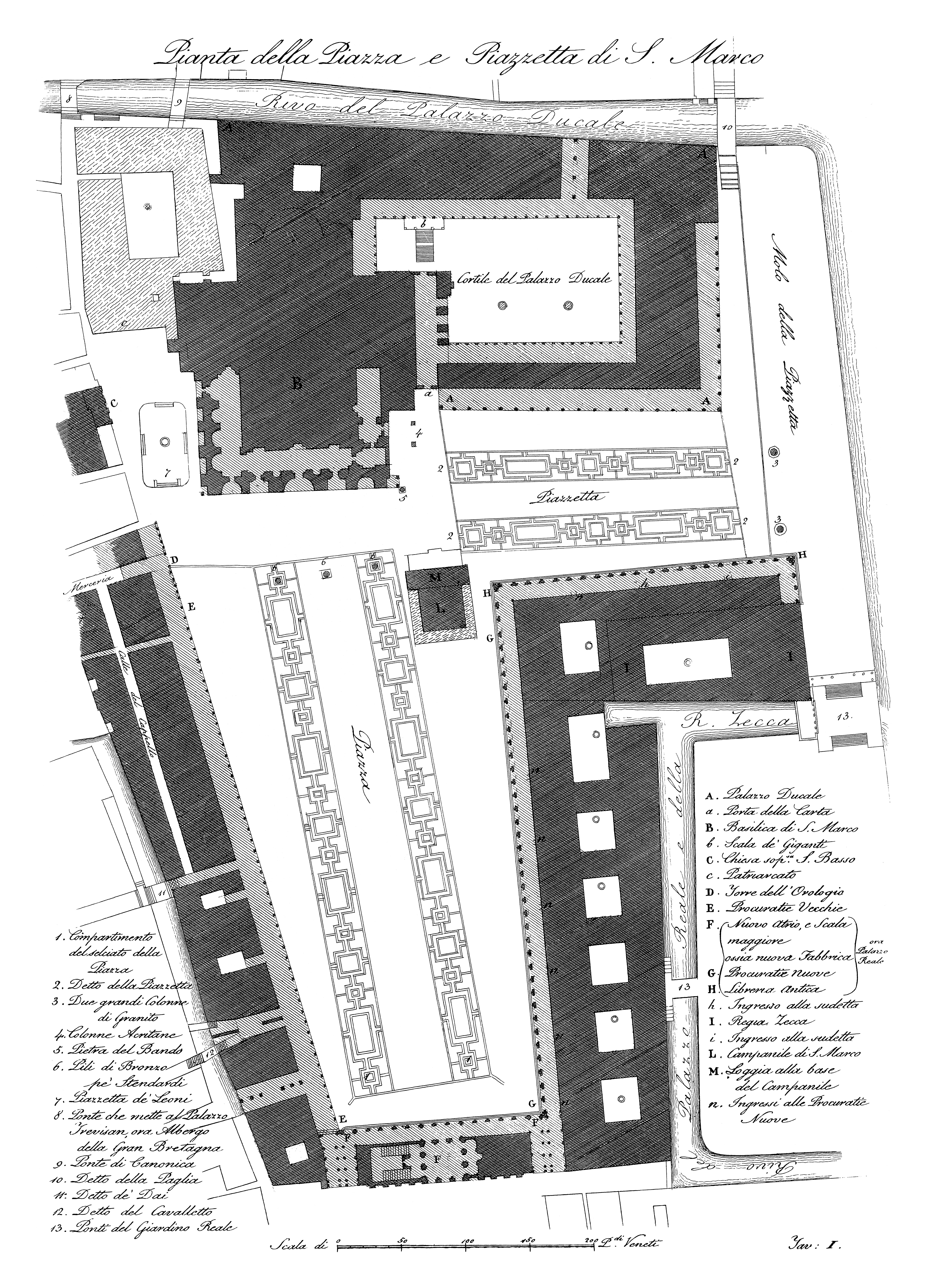
1831年圣马可广场的示意图，广场上的建筑在此后并未变动，此图展现的广场布局与现今完全一致。A：公爵府；B：圣马可教堂；C：圣马可钟楼；E：旧行政官邸大楼；F：拿破仑翼大楼；G：新行政官邸大楼；L：圣马可大教堂的钟楼；M：圣马可图书馆。

圣马可广场是由总督宫、聖馬爾谷聖殿宗主教座堂、圣马可钟楼、新、旧行政官邸大楼、连接两大楼的拿破仑翼大楼、圣马可教堂的钟楼和圣马可图书馆等建筑和威尼斯大运河所围成的长方形广场，长约170米，东边宽约80米，西侧宽约55米。广场四周的建筑都是文艺复兴时期的精美建筑。
圣马可广场周围开设有许多咖啡店，桌椅露天摆放在广场上的新、旧行政官邸大楼前，是游人用餐、喝咖啡和听音乐好场所。
圣马可广场的南侧有一座附属的小广场，小广场南临威尼斯大运河敞口的潟湖，河边有两根威尼斯著名的白色石柱，一根柱子上雕刻的是威尼斯的主保聖人圣狄奥多，另一根柱子上雕刻有威尼斯另一位主保聖人圣马尔谷的飞狮，这两根石柱是威尼斯官方城门，威尼斯的贵宾都从石柱中间进入城市。这里也曾经是威尼斯执行死刑的地方。

## 历史
圣马可广场初建于9世纪，当时只是圣马可教堂前的一座小广场。圣马尔谷（或譯聖馬可）是圣经中《馬爾谷福音》的作者，威尼斯人将他奉为主保圣人。相传828年两个威尼斯商人从埃及亚历山大将耶稣的門徒圣马尔谷的遗骨偷运到威尼斯，并在同一年为圣马可兴建教堂，教堂内有圣马可的陵墓，大教堂以圣马可的名字命名，大教堂前的广场也因此得名“圣马可广场”。
1177年为了教宗亚历山大三世和神圣罗马帝国皇帝腓特烈一世的会面才将圣马可广场扩建成如今的规模。
1797年拿破仑进占威尼斯后，赞叹圣马可广场是“欧洲最美的客厅”和“世界上最美的广场”，并下令把广场边的行政官邸大楼改成了他自己的行宫，还建造了连接两栋大楼的翼楼作为他的舞厅，命名为“拿破仑翼大楼”。
圣马可广场在历史上一直是威尼斯的政治、宗教和节庆中心，是威尼斯所有重要政府机构的所在地，自从19世纪以来是大主教的驻地，它同时也是许多威尼斯节庆选择的举办地。

## 水淹

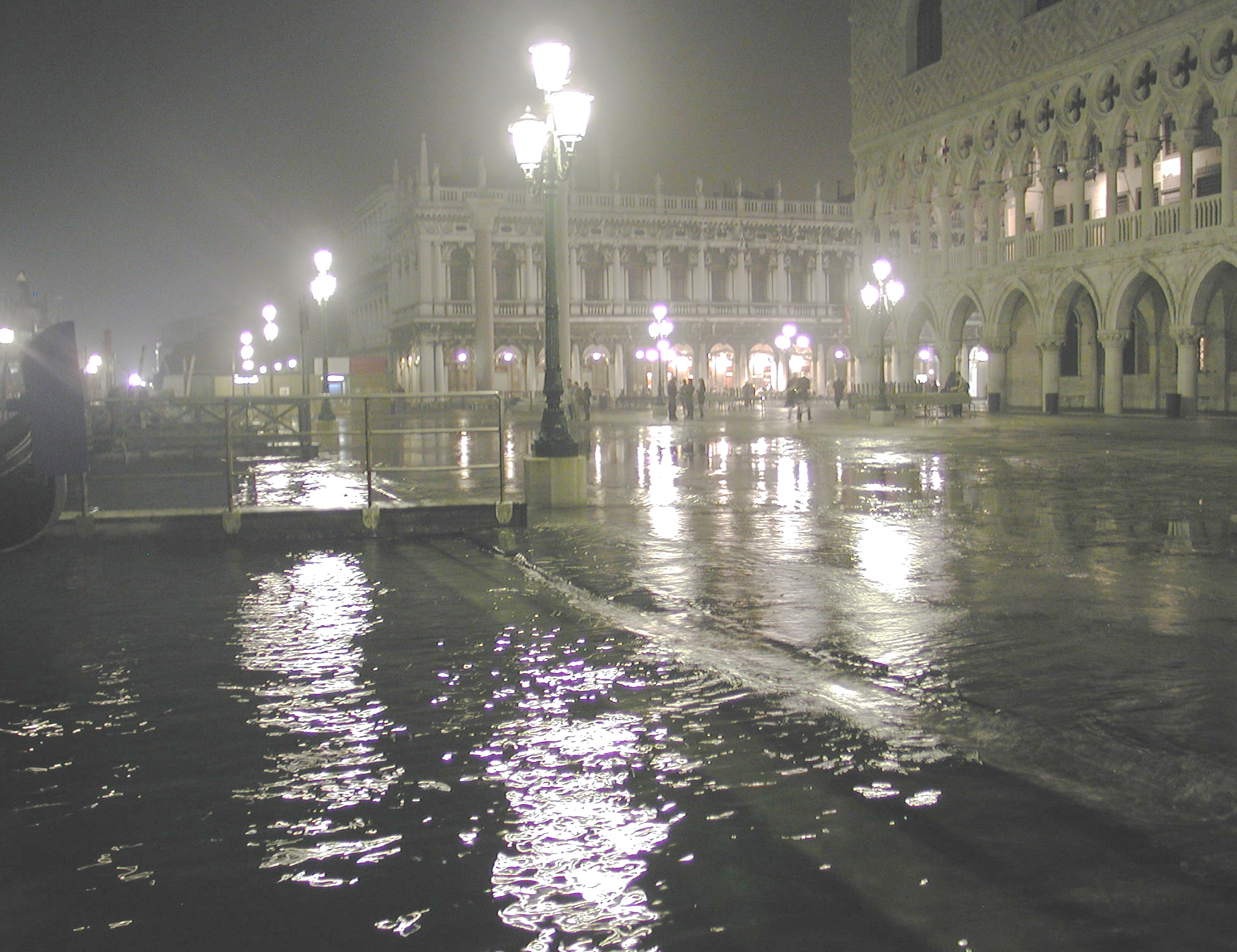
被稱為Acqua Alta的水淹广场現象

聖馬可廣場是威尼斯的地勢最低點，因此在漲潮時和下大雨時，它是威尼斯首先被水淹的地方。下大雨時，雨水從廣場的排水溝直接流入威尼斯大運河。這是下雨時的理想排水渠道，但是在漲潮時卻帶來了麻煩。每天亞得里亞海潮漲時分，威尼斯大運河的河水同樣通過排水溝從聖馬可廣場的地下湧出，形成一潭潭的積水，每年還會出現幾次潮水鋪滿廣場甚至水淹廣場的情景。

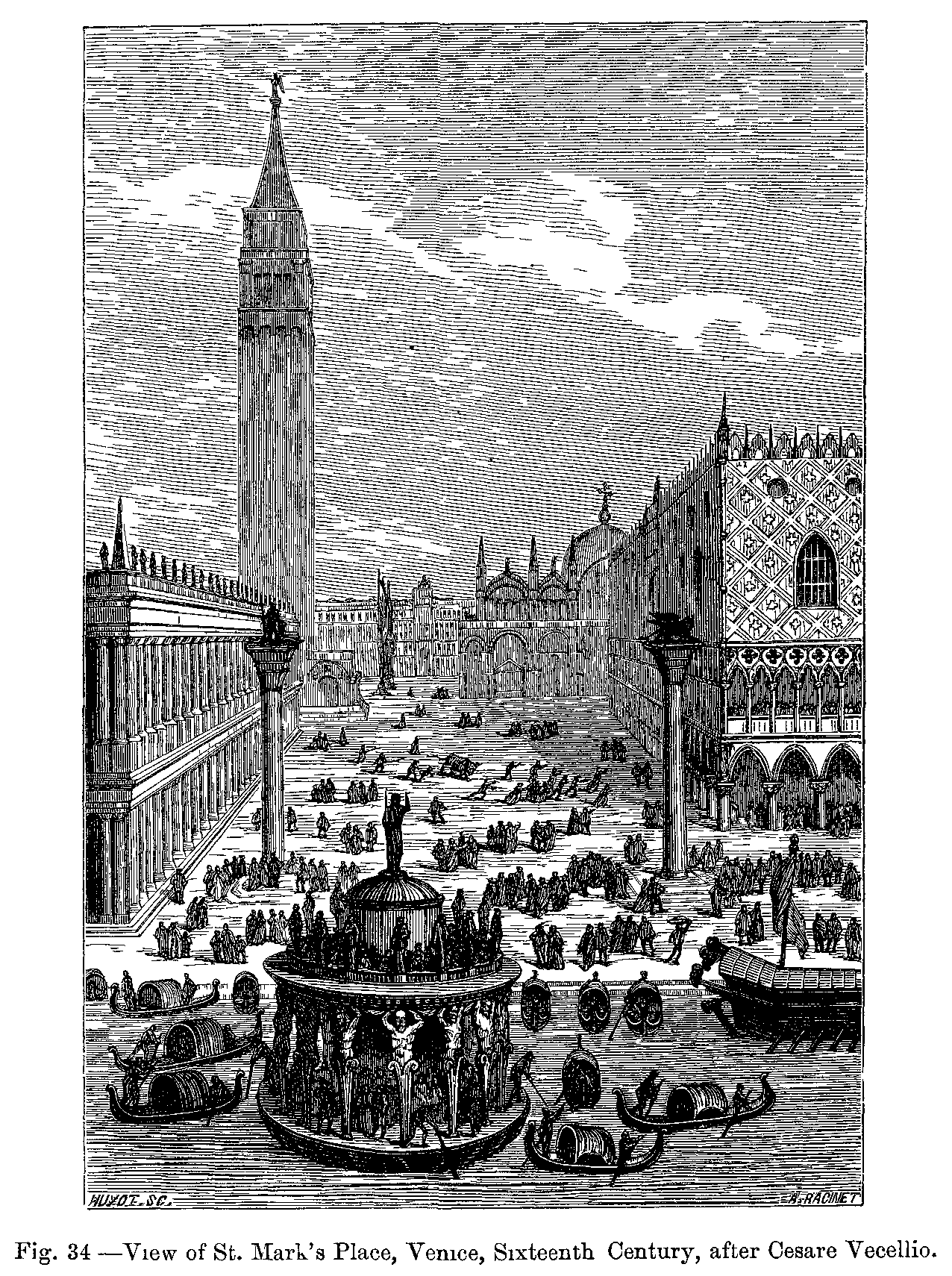
16世紀的聖馬可廣場
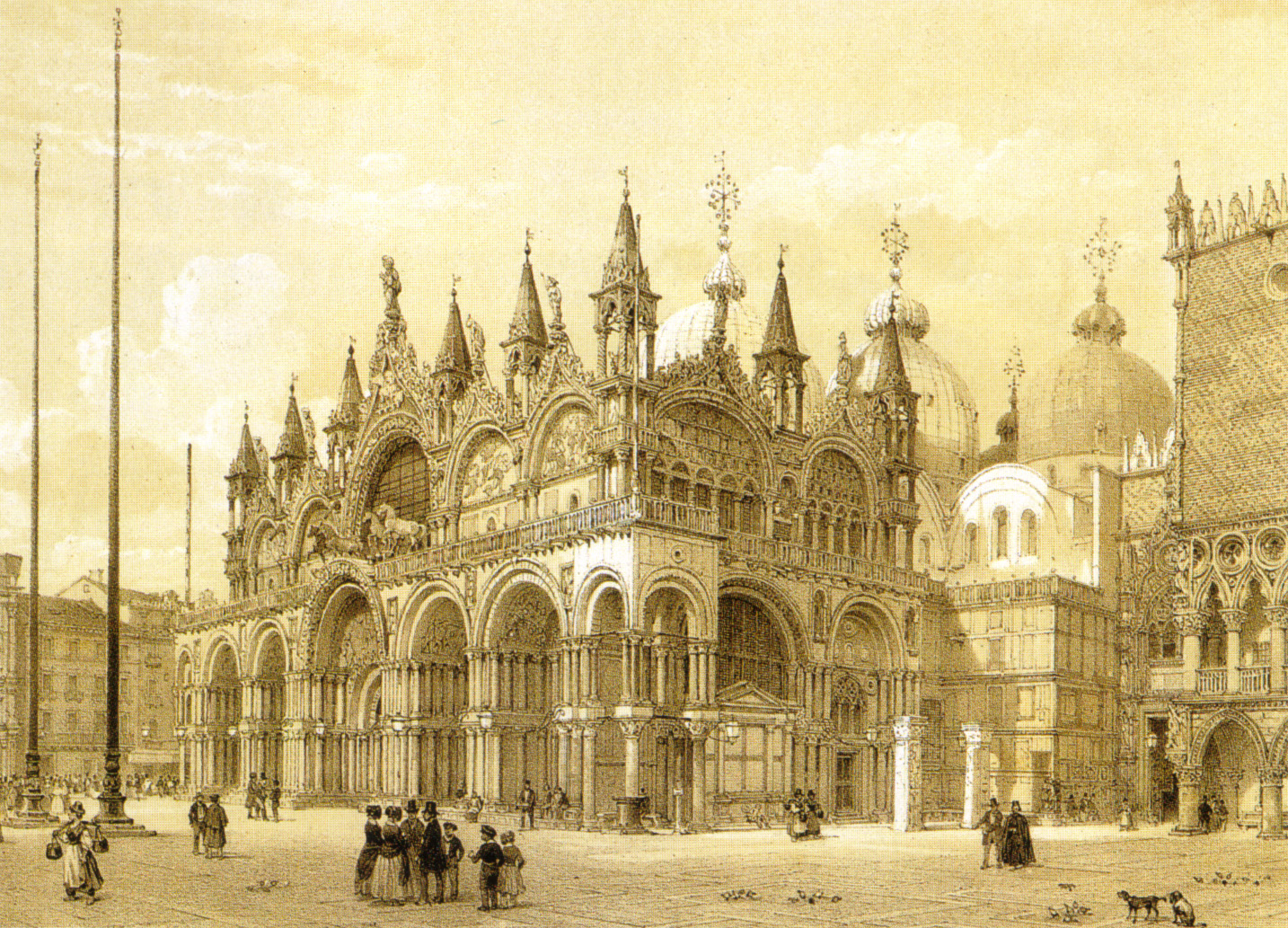
19世紀的聖馬可廣場
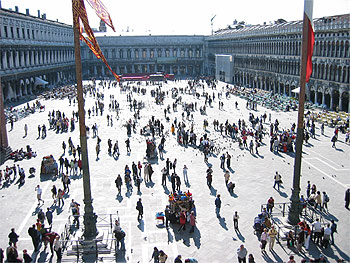
2003年時的聖馬可廣場
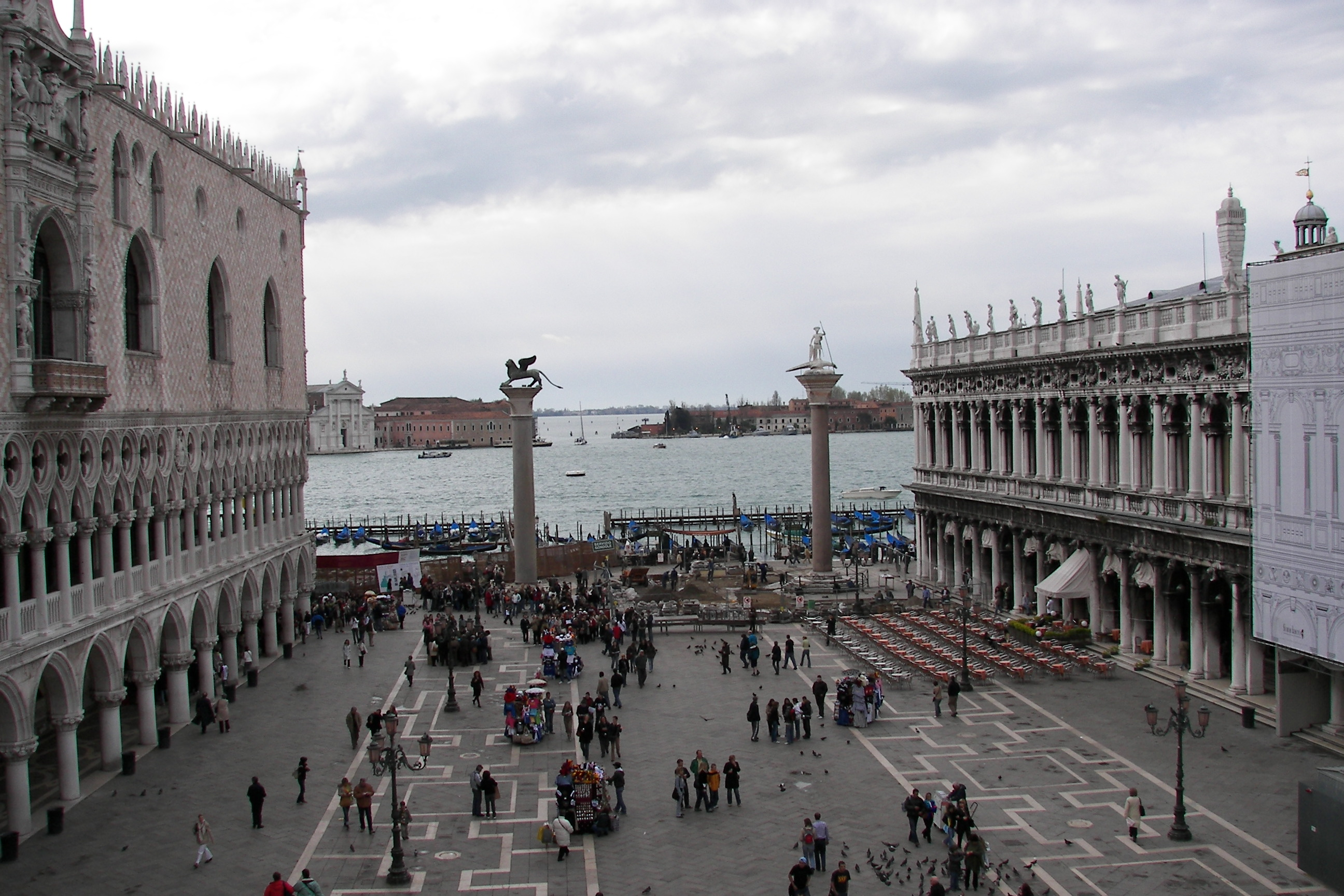
2006年時的聖馬可廣場
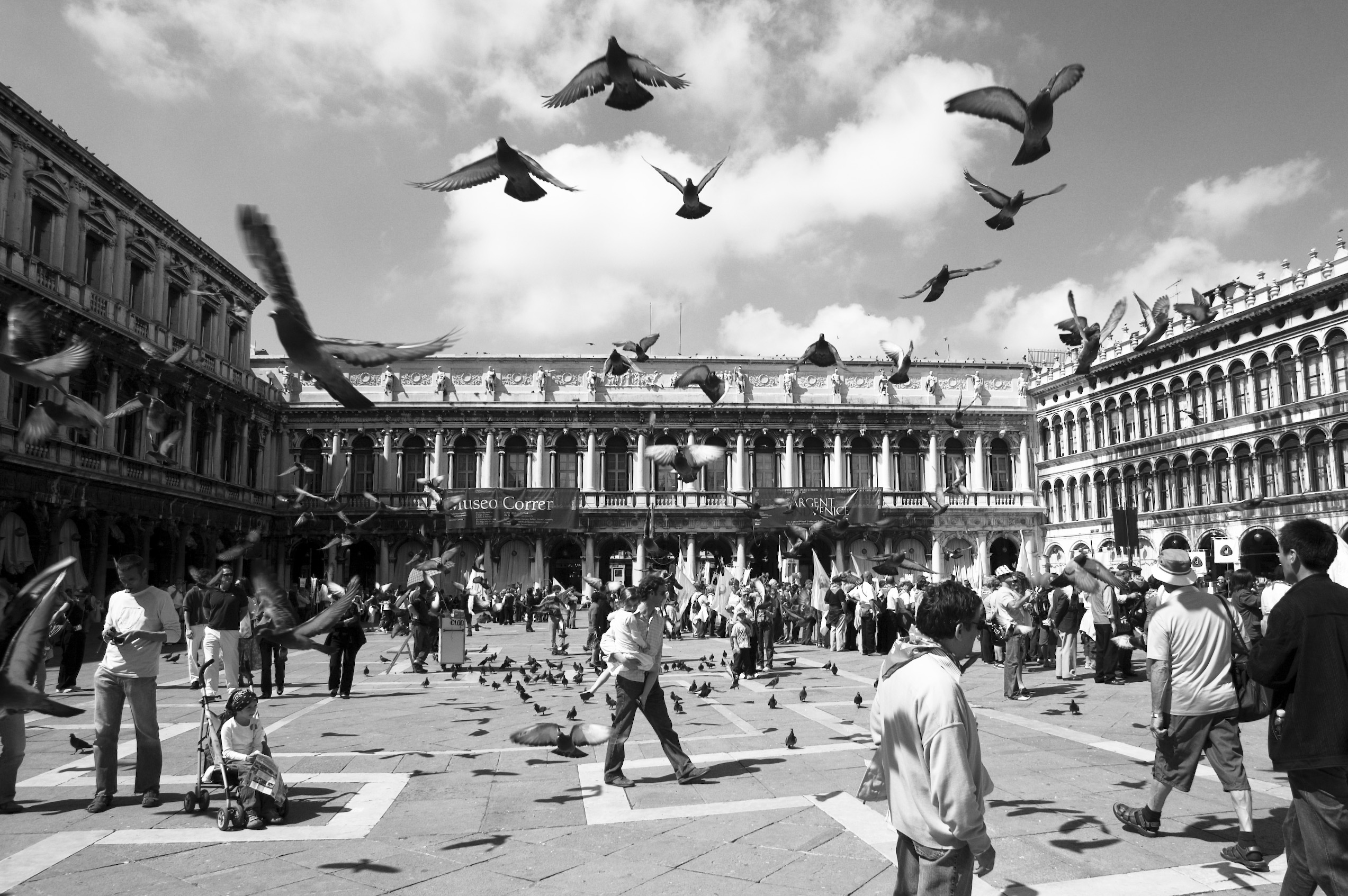
廣場與鴿子
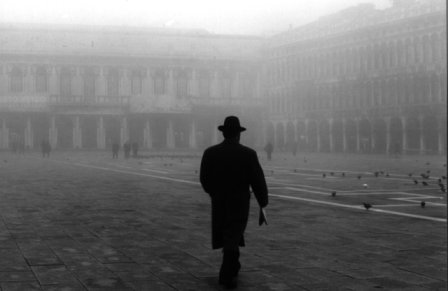
霧氣中的廣場
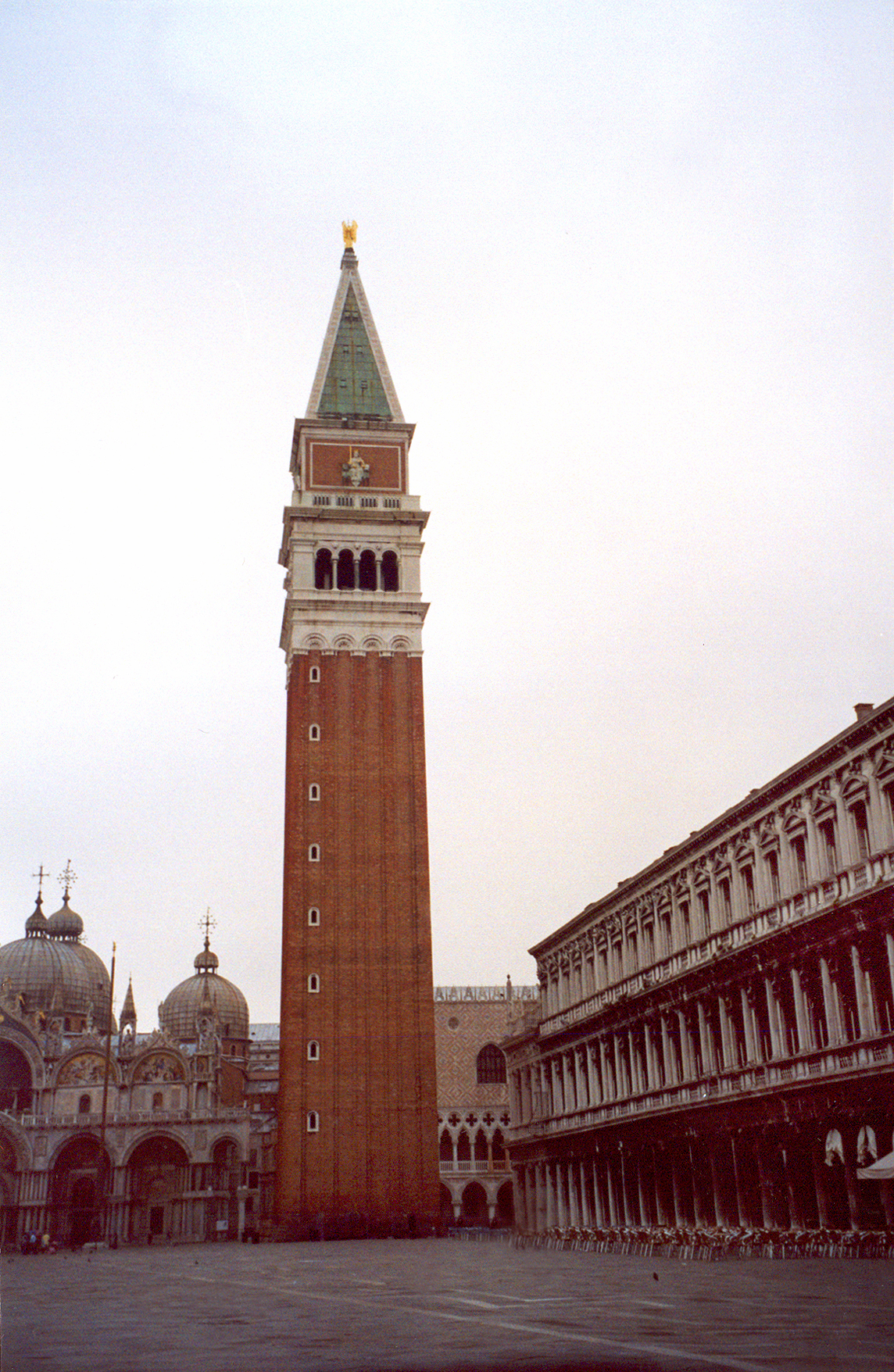
鐘樓高塔（視覺一）
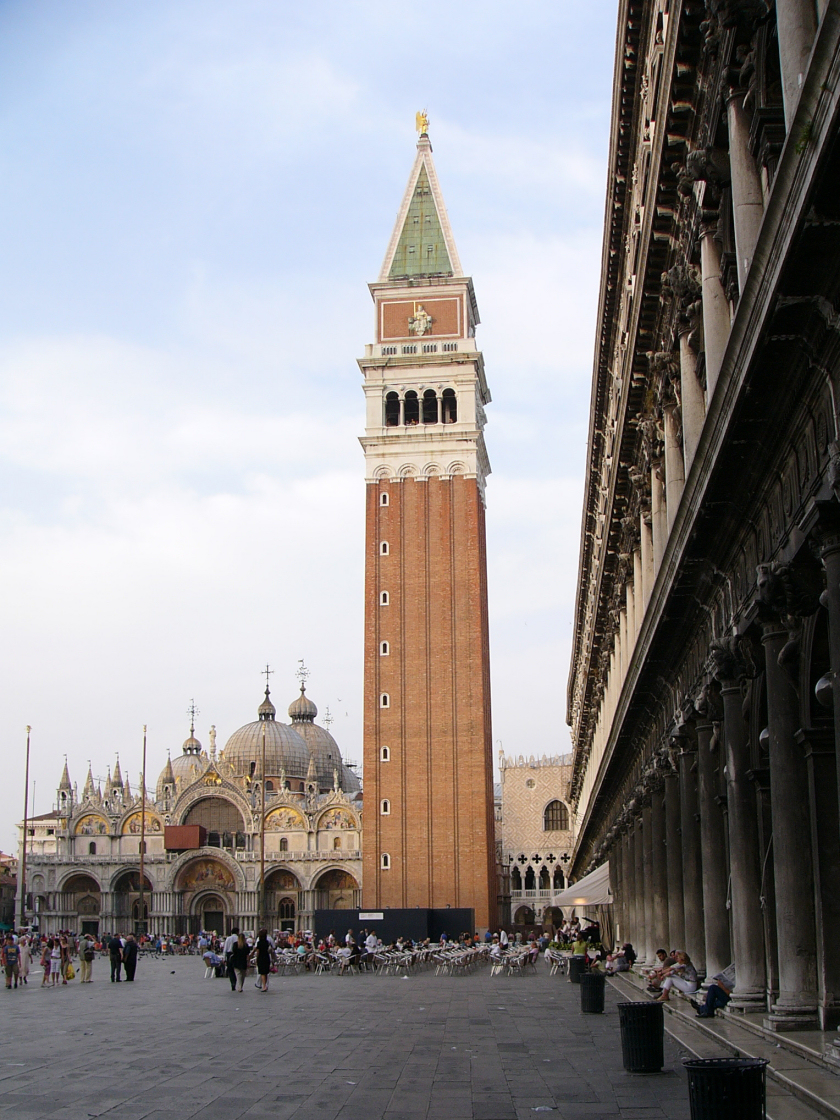
鐘樓高塔（視覺二）

## 外部連結
- Satellite image from Google Maps （页面存档备份，存于）
- St. Mark's Square High Definition Virtual Tour 360° photos of historic Buildings, Cafés, Jewelleries.